# Кастелето (Варезе)
Кастелето је насеље у Италији у округу Варезе, региону Ломбардија.
Према процени из 2011. у насељу је живело 34 становника. Насеље се налази на надморској висини од 238 м.